# Point Rosee
Koordinaten: 47° 50′ 19,7″ N, 59° 22′ 54,9″ W
Point Rosee (französische Namensform: Pointe Rosée) ist der Name einer Landzunge am südwestlichen Ende der Küste Neufundlands in der Nähe des Dorfes Codroy; die nächstgelegene größere Stadt ist Port aux Basques. Hinweise auf eine nordische Besiedlung in der Wikingerzeit konnten laut einem archäologischen Bericht für das Provincial Archaeology Office in St. John’s aus dem Jahr 2017 nicht bestätigt werden.
Auf der Landzunge waren zuvor von der Archäologin Sarah Parcak mittels Auswertung von Satellitenbildern einige möglicherweise menschengemachte Strukturen ausgemacht worden. Bei einer zweieinhalbwöchigen Testgrabung im Sommer 2015 wurde das Gelände zunächst mit einem Magnetometer vermessen. Hiernach wurden an einer ausgewählten Stelle Befunde gemacht, infolge derer diese als Verhüttungsplatz in Gestalt eines Röstplatzes oder eines Rennofens zur Verarbeitung von Raseneisenerz gedeutet wurde. Dabei handelt es sich um eine Feuerstelle, 28 Pfund Schlacke, verbrannte Holzkohle, für die mittels einer 14C-Datierung das Jahr 1271 ermittelt wurde, 18 Pfund eines glasigen, geschwärzten und bräunlichen Materials, das wohl als geröstetes Raseneisenerz gedeutet wird, und mögliche Mauern aus Torfsoden. Des Weiteren wurde am Rande einer Grube ein Steinbrocken, der möglicherweise durch Hitzeeinwirkung aufgespalten wurde, gefunden, und als ein ‚Stein-Herd‘ gedeutet. Wie ein solcher Verwendung gefunden haben kann, wäre zu klären.
Eine dauerhafte geplante Besiedlung erscheint hier nach Aussagen renommierter Archäologen auch als unwahrscheinlich. Birgitta Wallace, eine auf nordische Archäologie in Nordamerika spezialisierte Archäologin, führt dazu aus, dass hier nahe gelegene Süßwasserquellen fehlen und dass die scharfen Klippen, welche in felsigen Stränden enden, diese als Landeplätze für die Boote der Wikinger ungeeignet erscheinen lassen.
Hätte sich die Einordnung verifizieren lassen, würde es sich neben L’Anse aux Meadows um die zweite Skandinaviern der Wikingerzeit zuzuordnende Fundstelle auf Neufundland gehandelt haben. Andere Entdeckungen, die auf eine frühe Präsenz von Skandinaviern in Nordamerika hinweisen, wurden 2012 im Tanfied Valley auf der Baffin-Insel gemacht (siehe dazu unter Helluland).